# 낸시 워커

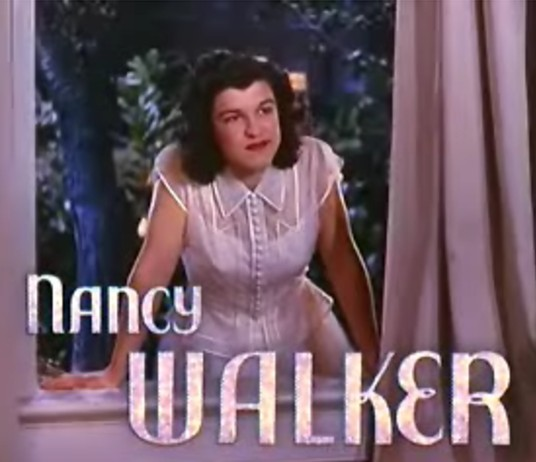

낸시 워커(영어: Nancy Walker, 1922년 5월 10일 ~ 1992년 3월 25일)는 미국의 배우, 연출가이다.
본명은 애나 머틀 소여(Anna Myrtle Swoyer)이다. 필라델피아에서 태어났으며 캘리포니아주에서 사망하였다. 사인은 폐암이다.

## 영화
- 음악은 멈출 수 없어 (1980년)
- 사랑의 유람선 (1977년)
- 5인의 탐정가 (1976년)
- 40 캐럿 (1973년)
- 형사 맥밀란 (1971년)
- 털보 가족 (1966년)
- 럭키 미 (1954년)
- 브로드웨이 리듬 (1944년)
- 걸 크레이지 (1943년)
- 베스트 풋 포워드 (1943년)